# Callipia constantinaria
Callipia constantinaria är en fjärilsart som beskrevs av Charles Oberthür 1881. Callipia constantinaria ingår i släktet Callipia och familjen mätare. Inga underarter finns listade i Catalogue of Life.